# Mezei szegfűgomba
A mezei szegfűgomba (Marasmius oreades) a kalaposgombák rendjén belül a szegfűgombafélék családjába tartozó Marasmius nemzetség Európában elterjedt, mezőkön termő, ehető gombafaja. Szentlászló környékén csibelábnak is nevezik. Tyúkgomba néven is ismert.
A faj 2014-ben az év gombája volt.

## Megjelenése
Kizárólag mezőkön, legelőkön, mohás aljzatú füves helyeken él, általában nagy csoportban terem. Kalapja fiatalon domború, majd lapossá válik, esetleg púpos is lehet. Színe világosbarna, vagy rozsdabarna, idősebb korban tejeskávé vagy bőrszínű. A kalap karimája kerek, idősebb példányoknál lehet bordás, vagy hullámos is, felülete sima. Jellemző átmérője 2–4 cm. Néha előfordulnak 5 cm körüli példányok is, ezek azonban szinte mindig kukacosak.
Tönkje karcsú, vékony, szívós, a kalaptól nehezen elszakítható. Színe a kalapéval általában megegyező, alsó része azonban lehet sötétbarna is. Jellemző magassága 4–8 cm.
Jellegzetesen fűszerillatú gomba.
Spórái 4-6 x 8-11 µm méretűek, spórapora fehér.

## Összetéveszthetősége
Tapasztalt gombász nem téveszti össze semmilyen más gombával, néha azonban előfordul, hogy mérgező kerti susulykát, vagy mezei tölcsérgombát szednek helyette. Ezektől a gombáktól azonban megkülönbözteti jellegzetes illata.
Érdemes leszedni, nagyon jóízű gomba. Árusítani azonban csak a kalapot lehet, maximum 1 cm-es tönkkel. Leginkább levesekben és paprikás-formában lehet felhasználni.